# Tetramorium jedi
Tetramorium jedi is een mierensoort uit de onderfamilie van de Myrmicinae. De wetenschappelijke naam van de soort is voor het eerst geldig gepubliceerd in 2012 door Hita Garcia & Fisher.